# 娜杰日达·叶夫斯秋欣娜
娜杰日达·叶夫斯秋欣娜（1988年5月27日—），出生於巴拉希哈，是俄罗斯女子举重运动员。原本获得2008年北京奥运女子75公斤级铜牌，但后来因没能过通过禁药重检而被国际奥委会取消成绩。